# Gerhard Goldschlag
Gerhard Moritz Adolf Goldschlag (geboren am 15. Februar 1889 in Berlin; gestorben um den 3. Oktober 1944 im KZ Auschwitz) war ein deutscher Dirigent, Komponist und Journalist sowie ein Opfer des Holocaust.

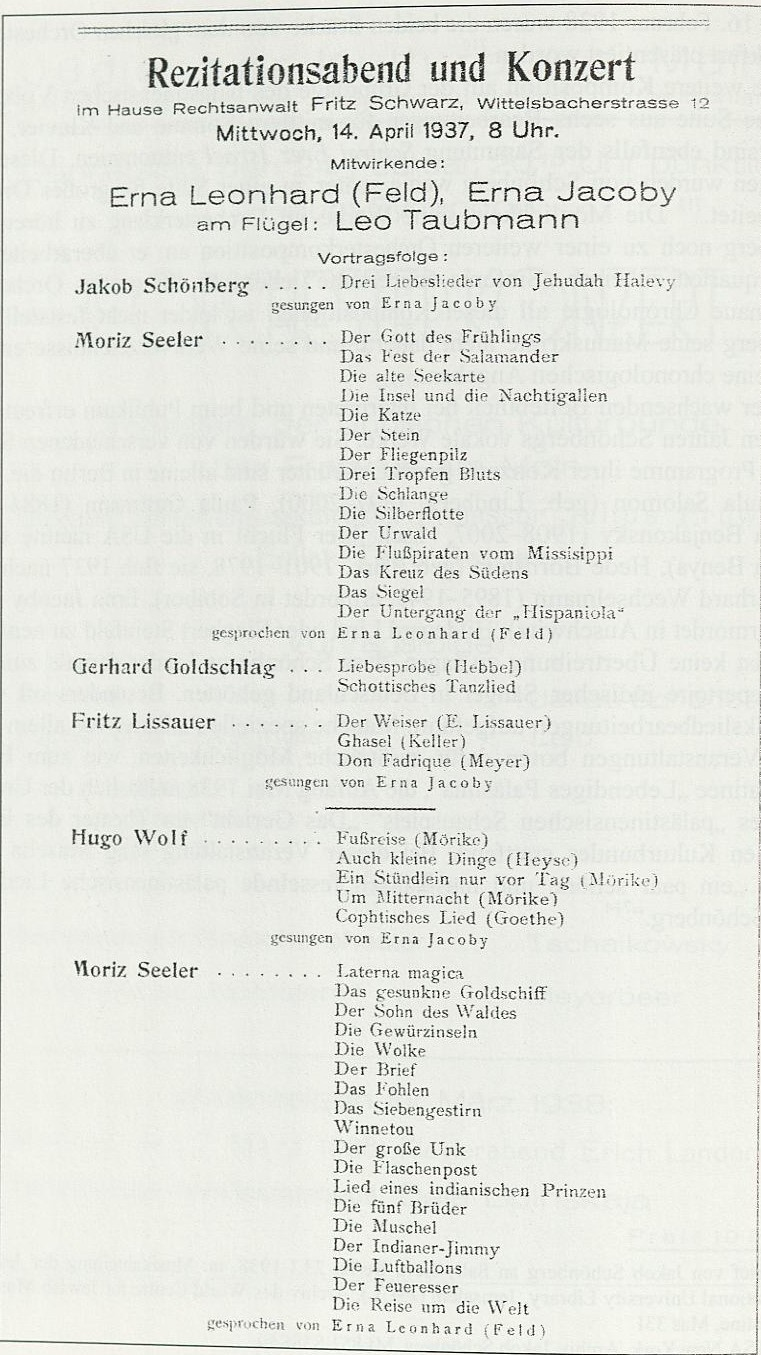
Leo Taubmann spielt Gerhard Goldschlag (1937)

## Leben
Goldschlag war der Sohn des jüdischen Rechtsanwaltes Selig Goldschlag und dessen Ehefrau Jenny geb. Ellenburg, geboren wurde er in der Wohnung seiner Eltern in der Kochstraße Nr. 58.
Er studierte zwischen 1913 und 1920 Komposition in Berlin an der Königlichen akademischen Hochschule und arbeitete anschließend, ohne sonderlich Karriere zu machen, als Komponist, Dirigent und Journalist. Einige seiner Kompositionen wurden in Konzerten des Jüdischen Kulturbundes aufgeführt.
Während des Zweiten Weltkriegs verhaftet, setzte man den jüdischen Künstler bis 1943 als Zwangsarbeiter ein. Lange Zeit wurde seine Deportation und die seiner Gattin Tony Goldschlag, einer Sängerin, aufgeschoben, da beider Tochter Stella Goldschlag als „Greiferin“ für die Gestapo arbeitete und half, in Berlin während des Krieges abgetauchte Juden („U-Boote“) aufzuspüren, um diese anschließend auszuliefern und damit ihrer Deportation und Ermordung auszusetzen. Schließlich half die Protektion Stellas auch nichts mehr, und Gerhard und Tony Goldschlag wurden am 23. Februar 1944 mit unterschiedlichen Transporten in das Ghetto Theresienstadt verschleppt. Gut sieben Monate darauf erfolgte beider Deportation nach Auschwitz. Dort wurden Gerhard und Tony Goldschlag mutmaßlich unmittelbar nach ihrer Ankunft am 3. Oktober 1944 vergast.